# Maeda Manjó
Maeda Manjó (前田万葉; Hepburn: Maeda Manyō; (Sinkamigotó, 1949. március 3. –)) japán katolikus püspök, bíboros, 2014 óta oszakai, 2023-től oszaka-takamacui érsek.

## Pályafutása
1975. március 19-én szentelték pappá.

### Püspöki pályafutása
2011. június 13-án hirosimai püspökké nevezték ki. Szeptember 23-án a hirosimai székesegyházban szentelték püspökké.
2014. augusztus 20-án Ferenc pápa oszakai érsekké nevezte ki. 2023-tól a főegyházmegye névváltozása okán oszaka-takamacuui érsekre változott a titulusa. Ugyanő 2018. június 28-án bíborossá kreálta.